# Werner Riebenbauer
Werner Riebenbauer, né le 7 juillet 1974 à Vienne, est un coureur cycliste autrichien.

## Palmarès sur route

### Par années
- 1991
  - 2e étape du Vöslauer Jugend Tour
  - 3e du Vöslauer Jugend Tour
- 2000
  -  Champion d'Autriche sur route
- 2001
  - 1re étape du Tour de Murcie
  - 1re étape du Tour d'Autriche
- 2003
  - 3e du Grand Prix de la côte étrusque
- 2004
  - GP Steiermark
  - 3e du Tour du Burgenland
- 2005
  - 2e du GP Steiermark
  - 3e du Tour du Burgenland
- 2008
  - 2e étape du Steiermark Rundfahrt
  - 2e du championnat d'Autriche du critérium
- 2009
  - Kirschblütenrennen
  - 2e étape du Tobago International
- 2011
  - 3e du Grand Prix Vorarlberg
- 2012
  - 3e étape du Tour de Slovaquie

### Classements mondiaux
| Année            | 2005 | 2006 | 2007 | 2008  | 2009 | 2010 | 2011 | 2012 |
| ---------------- | ---- | ---- | ---- | ----- | ---- | ---- | ---- | ---- |
| UCI Europe Tour  | 862e | 369e | 967e | 1060e | 721e | 964e | 753e | 688e |
| UCI Oceania Tour |      | 37e  |      |       |      |      |      |      |

## Palmarès sur piste

### Jeux olympiques
- Sydney 2000
  - 5e de l'américaine (avec Roland Garber)

### Championnats du monde
- Bogota 1995
  - 7e de l'américaine (avec Franz Stocher)
- Ballerup 2010
  - 17e de la poursuite par équipes
  - 21e du scratch

### Coupe du monde
- 2009-2010
  - 3e du scratch à Pékin

### Championnats nationaux
- 2000
  - 2e du championnat d'Autriche de poursuite
  - 2e du championnat d'Autriche de course aux points
- 2004
  - 2e du championnat d'Autriche du kilomètre
  - 2e du championnat d'Autriche de poursuite
- 2006
  - 2e du championnat d'Autriche du scratch
  - 2e du championnat d'Autriche du kilomètre
  - 3e du championnat d'Autriche de course aux points
- 2007
  - 2e du championnat d'Autriche de l'américaine
- 2009
  - 3e du championnat d'Autriche de poursuite